# 폴란드 침공
폴란드 침공(영어: Invasion of Poland), 또는 9월 전역(폴란드어: Kampania wrześniowa), 1939년 방어전(폴란드어: Wojna obronna 1939 roku), 제4차 폴란드 분할(폴란드어: IV rozbiór Polski) 나치 독일에서는 폴란드 캠페인(독일어: Polenfeldzug) 또는 백색 상황(독일어: Fall Weiss 팔 바이스[*])으로 불리는 전투는 독일과 소비에트 연방, 슬로바키아가 제2차 세계 대전 중 폴란드를 침공한 사건이다. 독일군은 독일-소련 불가침 조약에 서명한 지 7주일 뒤인 1939년 9월 1일 침공을 시작했으며, 소비에트 연방은 1939년 9월 16일 할힌골 전투 이후 일본과 소비에트 연방 간 몰로토프-도고 조약(Molotov-Togo agreement)를 맺은지 하루 뒤인 9월 17일 침공했다. 이 전역은 1939년 10월 16일 독일과 소련간 독일-소련 협력, 우호 및 경계 조약을 맺고 폴란드 전체 점령에 합의하며 끝났다.
8월 31일에 일어난 글라이비츠 방송국 공격 사건 이후, 독일군은 북쪽, 서쪽, 남쪽에서 폴란드를 침공하기 시작했다. 독일이 전진하면서 폴란드군은 폴란드-독일 국경과 가까운 기지에서 방어에 용이하고 튼튼한 동부 방어선으로 후퇴했다. 9월 중반 폴란드군의 브주라 전투(Battle of the Bzura) 패배 이후, 독일은 확실한 이점을 얻었다. 폴란드군은 장기적 방어 준비를 위해 서방 계획에 따라 루마니아 교두보(Romanian Bridgehead)로 후퇴한 이후 지원을 기대하고 프랑스 제3공화국과 대영제국에게 지원을 요청하였다. 결국 두 나라는 폴란드와의 조약에 따라 9월 3일 독일에게 전쟁을 선포했지만 폴란드 전역에 대한 그들의 지원은 매우 적었다.
소비에트 연방의 붉은 군대는 9월 17일 독일-소련 불가침 조약의 내용에 따라 동부 폴란드를 침공했으며 그 결과 폴란드군의 방어계획은 쓸모없어졌다. 2개 전선에 직면한 폴란드는 루마니아 교두보의 방어가 더 이상 불가능한 것으로 결정하고 모든 군대를 긴급하게 중립국인 루마니아로 대피시켰다. 10월 6일 폴란드군의 코크 전투 패배 이후 독일 및 소비에트 연방은 폴란드 전역을 점령했다. 이 침공의 성공은 폴란드 제2공화국의 몰락을 가져왔지만 폴란드 정부는 항복하지 않았다.
10월 8일 군사 정부 기간 이후, 독일은 폴란드 서부와 단치히 자유시를 합병하였고 나머지 동부 폴란드는 폴란드 총독부가 통치했다. 소비에트 연방의 합병 지역은 벨라루스 SSR과 우크라이나 SSR이 분할했으며 즉시 소비에트화를 시작했다. 침공의 여파로 이전 폴란드 지역에서 저항 운동 조직과 폴란드 지하정부가 만들어졌다. 폴란드를 탈출한 많은 폴란드군은 폴란드 서부군에 합류했으며 폴란드 망명정부에 충성했다.

## 각국의 군사력

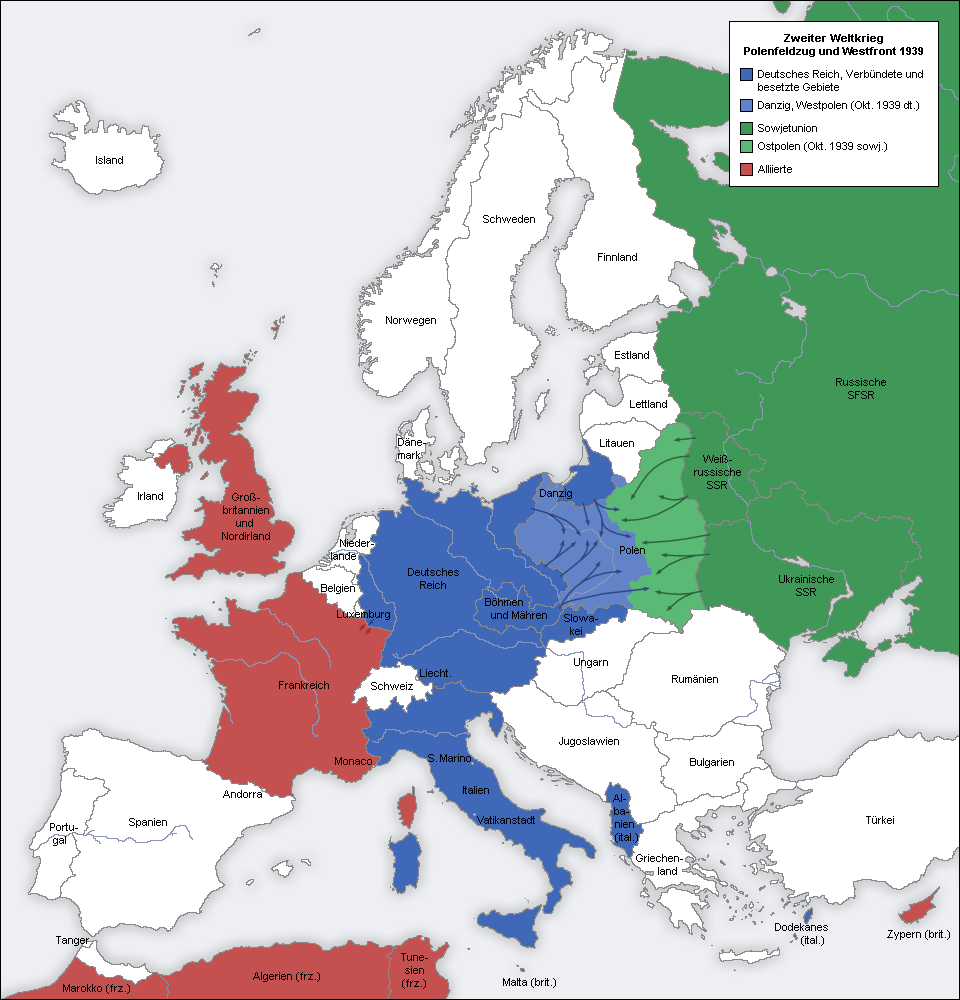
1939년 시점의 유럽의 정세. 폴란드는 독일·슬로바키아·리투아니아 동맹군(짙은 청색)과 소련군(짙은 녹색)에게 동서 양쪽에서 침공을 받았다.

### 독일
독일군은 폴란드군에 대해 압도적인 수적 우위를 유지하고 강대한 군사력을 준비했다. 육군은 1호 전차 및 2호 전차라는 경전차를 주력으로 삼고, 그보다 공격력이 강한 3호 전차 및 4호 전차를 합해 약 2,400대 정도의 전차를 보유하여 6개의 기갑 사단을 편제해 새로운 공격 이론을 구축했다. 이론상에서 전차 부대의 집중 운용에 따른 기타 작전 부대와 함께 적의 전선 어느 한 곳에 돌파구를 뚫고 적 부대를 고립시켜 보병 부대가 고립된 적 부대를 각개 격파하는 것을 말한다. 작전은 적절하게 변경하고, 자동차화 되지 않은 보병 부대 및 각 보병에 의해 보완되었다.
공군은 전술적·전략적으로 공중에서의 군사력을 제공했다. 말하자면 급강하 폭격기는 적의 보급선 및 통신선을 차단하는 것이다. 항공기는 침공 작전에서 또 다른 주력이었다. 폭격기는 무차별 폭격으로 도시와 일반 시민을 공격하였고, 일반 시민 가운데 많은 희생자가 생겼다. 독일 공군은 전투기 1,180대, Ju-87 290대, 폭격기 290대(주로 하인켈 He111 쌍발 폭격기), 몇 종의 수상기 240대로 편성되었다. 당시 독일은 전부해서 3,000대에 가까운 항공기(이중 2,000대는 신예기)를 보유하고 있었고, 그중 절반이 폴란드 전선에 투입되었다. 독일 공군은 1939년 시점에서 세계에서 가장 우수한 훈련을 받고, 장비도 충분한 공군이었다.
1939년 당시 독일 해군은 제1차 세계 대전 개전 때인 1914년 8월 당시보다도 약체였다. 1939년 연합국은 독일보다도 많은 대형의 군함을 보유하고 있었다. 그러나 제2차 세계 대전을 통해 연합국의 함대와 독일 함대가 직접 상대하는 일은 없었다. 그것은 독일이 포켓 전함 및 가장 순양함을 이용한 개별적인 통상 파괴전만을 벌였던 때문이다. 1939년 당시 폴란드의 동맹국은 발트해에서 독일 해군과 싸울 의사도 그런 용의도 없었기에 독일 해군은 비교적 소규모의 폴란드 함대에 대해 유리했다.

### 폴란드 제2공화국

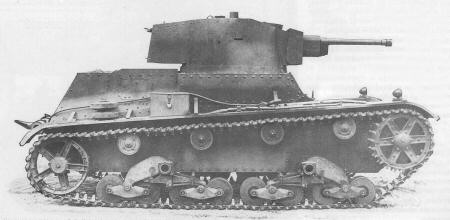
폴란드 육군 7TP경전차

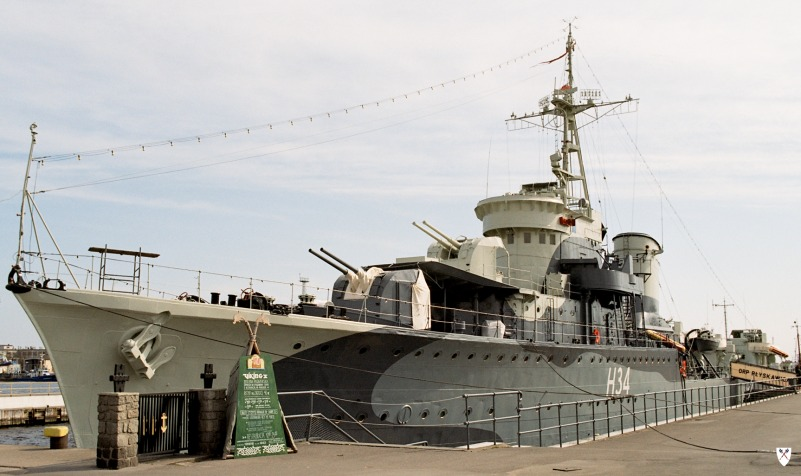
그디니아 항에 계류되어 박물관이 된 폴란드 제2공화국 해군 구축함 “브위스카비차”(ORP Błyskawica)

1936년부터 1939년에 걸쳐 폴란드는 국토의 중서부에서 남부에 걸쳐 넓은 중앙 산업 지대(Centralny Okręg Przemysłowy)에 대규모 산업 투자를 실시했다. 다가올 독일과의 방위 전쟁 준비가 수년에 걸쳐 실시되었으나, 전쟁 개시는 빠르더라도 1942년 이후라고 예상했기에 공업화 계획도 그에 근거하여 이루어졌다. 폴란드 제2공화국 자국의 공업화 자금 조달을 위해 근대 기기의 대부분을 생산 수출했다.
폴란드 제2공화국 육군은 수치상으로는 대략 95만 명의 병력을 보유하고 있었으나, 실제로는 대부분 예비역으로서, 1939년 9월 1일까지 실제 동원된 수는 그 절반에도 미치지 못했다. 폴란드의 철도 등 대량 수송망이 독일 공군의 목표였고, 동원에 늦어진 자들 다수가 희생되었다. 폴란드 제2공화국군은 독일군에 비해 장갑 전투 차량의 수가 적었고, 그것도 각지의 보병 부대에 소수만 배치되어 유효하게 활용할 수 없었다.
폴란드 육군(Wojsko Lądowe)의 조직 및 행동 방침은 프랑스 군사 고문단을 맞이하여 승리한 폴란드-소비에트 전쟁에서의 경험에 의거했다. 제1차 세계 대전의 참호전과 달리 기병의 기동력이 가장 중요시되었다. 1939년 당시 폴란드 제2공화국 기동력의 유용성을 중시하여 비용도 높고 또한 효과도 실증되지 않은 병기를 자국군의 주력으로 배치하는 것에 대해서는 주저하였다. 그럼에도 불구하고, 실제 독일과 전투에서 ‘기동적인 기마 보병’으로서 사용된 폴란드 기병 여단은 독일군 보병과 전차에 대해 일정한 전과를 거두었다.
개전 당시 폴란드 제2공화국 육군은 7개 군(軍 ; Modlin, Pomorze, Poznan, Lodz, Krakow, Lublin, Karpaty), 1개 독립 작전군(獨立作戰群 ; Narew), 예비대(독립군(Prusy)과 3개 작전군(作戰群 ; Wyszkow, Tarnow, Kutno))로 이루어져, 39개 보병 사단, 11개 기병 여단, 3개 산악여단, 2개 기계화 기갑 군을 준비했다. 개전 후에는 다시 1개 군(軍 ; Warszawa)과 독립 작전군(Polesie)이 편성되었다.

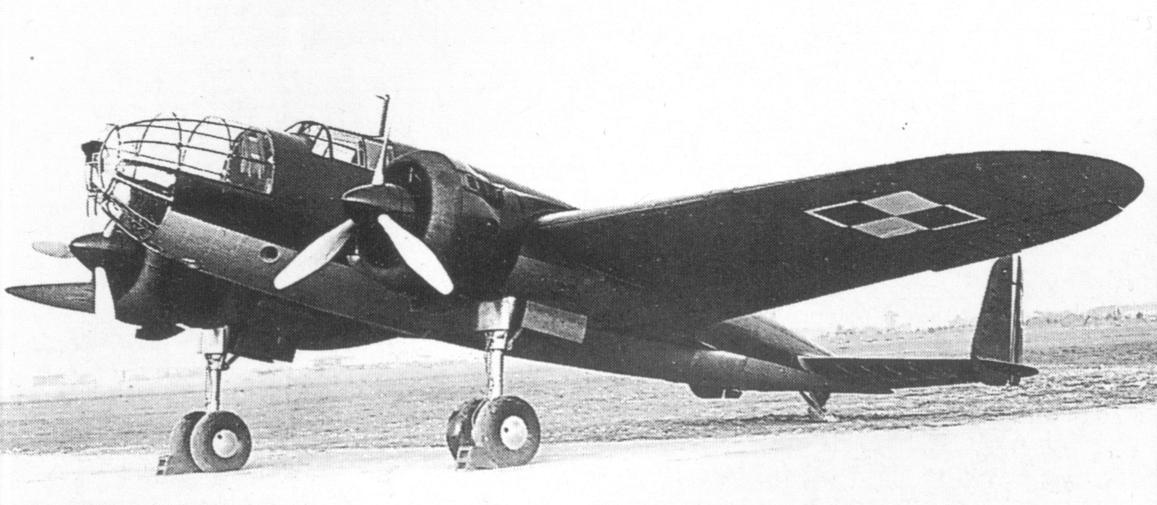
오시 폭격기

폴란드 제2공화국 공군(Wojska Lotnicze i Obrony Powietrznej, 통칭 Siły Powietrzne)은 독일 공군에 비해 압도적으로 불리했으나, 일반에게 오해받은 것으로 알려진, 날아오르기 전에 지상에서 전멸했다는 이야기는 사실이 아니다. 폴란드 공군에게는 최신식 전투기가 배치되지 않았으나, 당시 세계에서 가장 우수한 훈련을 받은 조종사들이 있었고, 수적이나 질적으로도 유리한 독일 공군기에 대항해 전투를 벌였다.
폴란드 제2공화국에는 전투용 군용기가 겨우 600대 정도에 불과했다.  그나마 운용 가능한 전력은 그중에 전투기는 170대였다.  그리고 기타 163기의 폭격기가 있었다. 전투기중에서 가장 근대적이었던건 Pzl P.24였으나, 이마저도 구식이었다. 더군다나 이마저도 기체가 부족했고,생산되었던 기체마저 그리스나 루마니아 등지로 수출되었다. 그래서 실질적인 주력 전투기는 구식이었던 PZL P.11이었다. 전투용 군용기 중 근대적인 기종인 PZL 37오시 폭격기는 겨우 36대뿐이었고, 나머지 생산량은 공장에서 기지로 인도되지 못한채 파괴되었다. 다른 항공기들은 구식 관측기거나 정찰기, 아니면 그밖에 다른 독일군 비행기에 비해 구식이었던 연락기들이 있었다.
폴란드 제2공화국 해군(Marynarka Wojenna)은 구축함과 잠수함과 중순양함 및 소형의 호위함으로 구성된 소규모였다. 구축함 3척은 8월 30일 폴란드를 떠나 독일군을 회피하여 북해로 나가 영국 해군에 합류하는 펠킹 작전에 따랐다. 잠수함대는 주머니 작전에 참가했다. 이것은 발트 해에 있던 독일의 해상 보급선을 공격하여 타격을 주었으나 커다란 성공을 얻지는 못했다. 폴란드 상선대는 영국과 합류하여 제2차 세계대전을 통해 여러 상선대에 참가했다.

## 개전 전 단계
1933년 국가사회주의 독일 노동자당이 정권을 장악하자, 히틀러는 곧 폴란드와 우호 정책을 추진해 1934년 독일-폴란드 불가침 조약을 체결했다. 영국과 프랑스의 대(對)독일 유화 정책의 결과 독일이 1939년 오스트리아를 병합하고, 1939년 체코슬로바키아의 대부분을 병합한 것에 힘입어 나치 정권의 시선은 이제 폴란드로 향하게 되었다.
독일의 주요 관심사는 국제 연맹이 관리하는 독일인 거주 자유 도시 단치히의 존재와 폴란드 회랑이라 불리는 발트해로 이어진 폴란드령에 의해 독일 본토와 단절된 동프로이센의 존재였다. 독일에게 자유 도시 단치히는 돌려받아야 할 존재였다. 그것은 제1차 세계 대전에서 독일이 패배하여 빼앗긴 영토였기 때문에 히틀러는 단치히의 독일계 주민의 해방을 주장하며 민족주의를 부추겼다. 1939년 초기 히틀러는 군사력에 의한 폴란드 문제 해결을 준비하라는 비밀 명령을 내리고, 이어서 독일 정부는 자유 도시 단치히의 독일 병합 요구와 폴란드 회랑을 통과해 동프로이센과 독일 본토를 연결하는 치외법권 도로 건설 요구를 강하게 주장했다. 폴란드 침공 계획은 4월 3일까지 준비가 진행되었다.

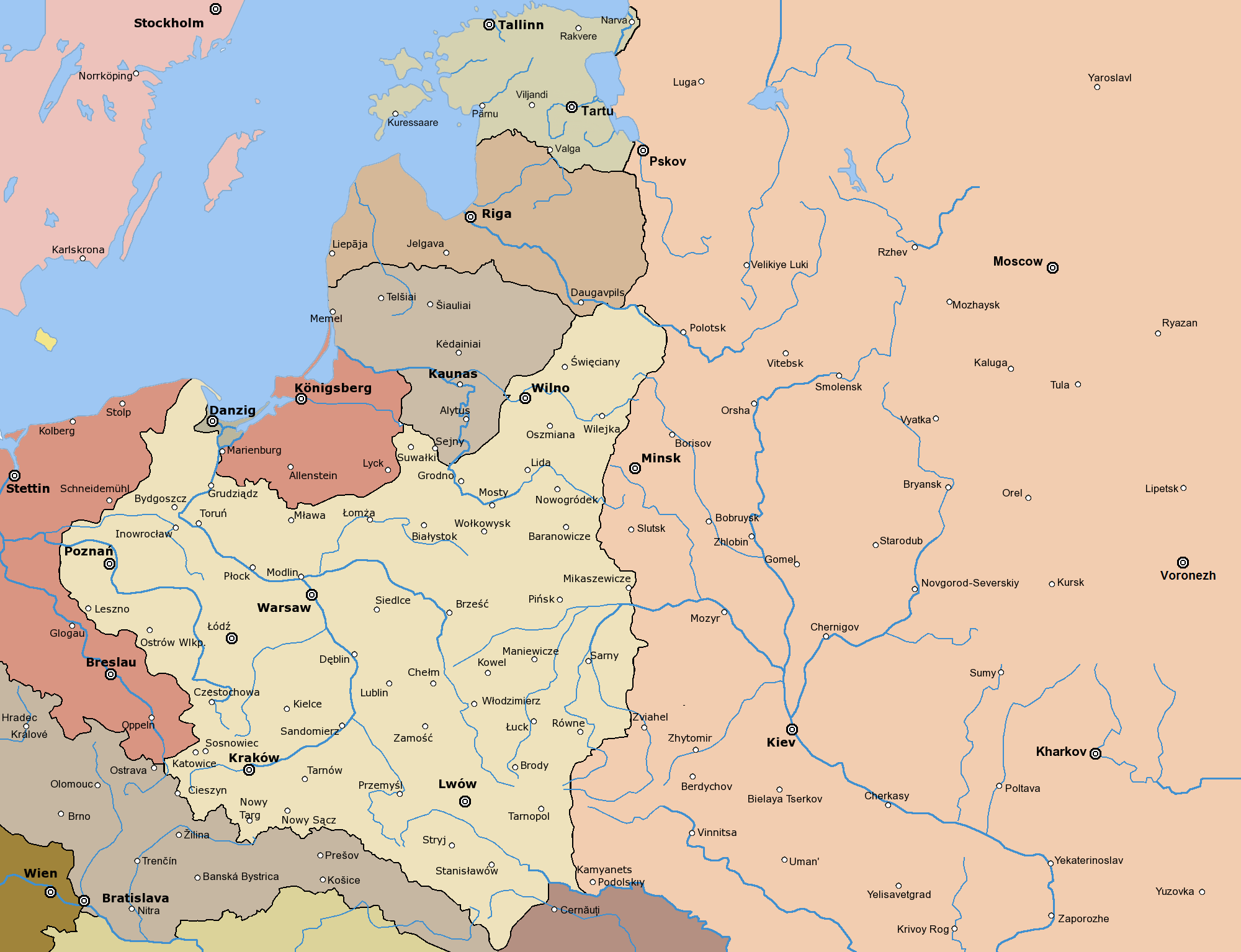
1920년 국경선을 표시한 지도. 독일 제국령은 짙은 갈색으로, 폴란드령은 황색으로 표시했다. 폴란드령 중에 서북단의 발트해에 인접한 가느다란 부분을 폴란드 회랑이라고 부른다.

히틀러는 폴란드가 독일의 요구에 대해 양보할 것이라고 생각했다. 하지만 폴란드 정부는 독일의 요구를 거절했다. 독일의 확장주의에 위기감을 갖고 있던 영국과 프랑스는 3월 30일 폴란드에 대해 군사 원조를 보증하고 폴란드 정부의 방침을 지지했다. 히틀러는 영국과 프랑스가 다가올 폴란드와의 전쟁에 개입하지 않을 것이라고 생각했다. 4월 28일 독일은 1934년에 체결했던 독일-폴란드 불가침 조약과 1935년에 체결한 런던 해군 군수 조약을 모두 파기했다.
한편 폴란드는 1938년 뮌헨 협정 직후 테신(Těšín) 시 중 체코슬로바키아령이었던 부분(체스키테신(Český Těšín))을 자국령에 병합시켜 독일의 확장주의에서 이익을 얻기도 하였다. 이 땅은 이전부터 폴란드와 체코슬로바키아 사이에서 영유권 다툼을 벌이던 곳이었다. 체스키테신은 면적은 좁지만 인구 구성이 대부분 폴란드인이었고, 탄광을 중심으로 하는 이곳 경제는 폴란드의 중앙 산업 지대(Centralny Okręg Przemysłowy)와 밀접하게 상호 의존 관계에 있었다. 독일과의 전쟁 가능성이 나날이 높아져가는 이 때 폴란드는 자국의 공업화를 촉진시키기 위해 중앙 산업 지대에 막대한 투자를 하게 되었다.
1919년에서 1939년까지의 기간 동안 영국의 기본적인 외교 정책의 주안은 세계 대전의 재발을 방지하는 일이었다. 1939년 봄, 폴란드에 대한 군사 원조로써 이것은 독일이 폴란드 및 루마니아를 공격하는 것을 방지하고자 했다. 동시에 수상 네빌 체임벌린과 외무장관 핼리팩스 경은 뮌헨 협정과 같은 방법으로 히틀러에게 주었을 거라고 생각했다. 이것은 자유 도시 단치히와 폴란드 회랑을 폴란드의 다른 부분의 영토 보전의 보장과 함께 맞바꿔 독일에 반환하는 것을 생각한 것이었다.
이것은 그러나 폴란드 외무장관 유제프 베크 대령이 체임벌린 및 핼리팩스 경과 회담한 후 변경되었다. 1939년 8월 25일 프랑스-폴란드 사이에서 군사 동맹을 보완하는 것으로 폴란드-영국 상호 원조 조약이 체결되었다. 이것으로 영국은 폴란드의 독립을 지키는 의무를 떠안게 되었다.

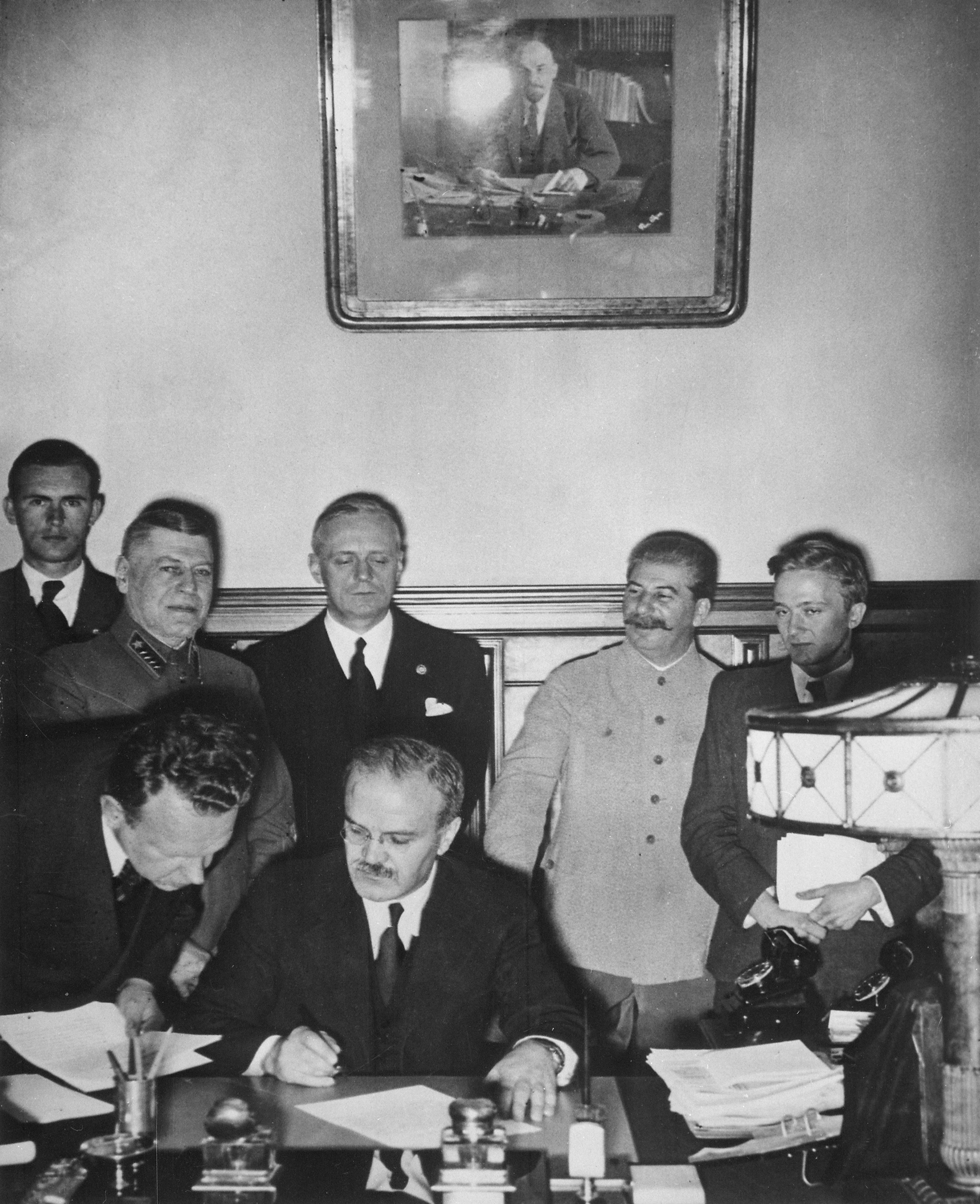
소련 외무장관 뱌체슬라프 몰로토프가 독소 불가침 조약에 서명. 몰로토프 뒤에 서있는 사람 중 왼쪽이 독일 외무장관 요아힘 폰 리벤트로프, 오른쪽이 소련 수상 이오시프 스탈린.

한편 모스크바에서는 독일과 소비에트 연방이 비밀 회담을 진행했고, 8월 22일 독소 불가침 조약을 체결했다. 히틀러는 이 조약으로 말미암아 독일이 폴란드를 침공하더라도 소련이 반대하지 않는다고 확신했다. 또한 조약 비밀 의정서에 따르면, 독일과 소비에트 연방은 폴란드 분할 점령(서쪽의 ⅓은 독일, 동쪽의 ⅔는 소비에트 연방이 점령)에 합의했다. 이 정보는 연합국 측 동맹국의 첩보 기관에서 비밀 의정서 내용을 밝혔지만 폴란드 정부와 공유하지 않았다.
폴란드에 대한 독일의 기습 공격은 8월 26일 오전 4시로 예정했다. 그러나 8월 25일 영국 정부는 폴란드 독립이 영국-폴란드 양국 동맹에 따라 정식으로 보장받는다고 발표했다. 히틀러는 예정한 기습을 취소하고 공격 개시 일자를 9월 1일로 연기했다.
그 사이 독일은 8월 26일 폴란드와 벌어질 군사 충돌에 영국과 프랑스 개입을 걱정해서 양국을 상대로 교섭을 진행하였고, 히틀러는 독일이 폴란드를 공격하더라도 폴란드의 연합국 측 동맹국이 독일에 선전 포고할 가능성은 거의 없다는 확증을 얻었다. 만약 선전 포고하더라도 폴란드에 대한 국경선 확정이 없었기 때문에 폴란드를 점령한 뒤에 교섭을 진행해 독일에게 유리한 양보를 얻어낼 수 있다고 생각했다. 그 사이 독일-폴란드 국경에서는 독일 국방군의 첩보 부대(Abwehr)가 국경을 넘어선 습격과 파괴 행위 및 국경을 둘러싼 작은 전투를 벌이거나, 독일의 고고도 정찰기가 폴란드 영공 침범 횟수가 증가하는 등 전쟁이 거의 임박한 상태에 이르렀다.
8월 29일 독일은 폴란드에 폴란드 회랑 할양을 요구하는 최후통첩을 보냈고, 폴란드는 이를 묵살했다. 독일 외무장관 리벤트로프는 폴란드와 교섭을 중지한다고 선언했다. 폴란드군은 전쟁 발발에 대비했다. 8월 30일 폴란드 해군은 구축함 함대를 영국을 향해 출항시켰다. 압도적인 독일 해군에 의해 좁아진 발트해에서 파괴되는 것을 막기 위한 장치였다.
같은 날 폴란드의 에드바르트 리츠시미그위(Edward Rydz-Śmigły) 원수는 폴란드군에게 “전시 동원”을 포고했다. 그러나 프랑스는 그 동원령을 철회하라고 폴란드 정부에 압력을 가했다. 프랑스는 이 긴박한 사태에 직면하고도 외교적 해결을 기대하였고, 독일군은 이미 동원을 완료하고 폴란드 국경에 집결했음을 이해하지 못했다. 1939년 8월 31일 히틀러는 전쟁 개시를 다음날 오전 4시 45분에 하라고 명령했다. 이 시점에서 폴란드군은 동원 예정의 70%(예비역도 포함한 전군의 절반)에도 미치지 못했고, 다수 부대는 아직 대형을 정비하지 못한 채 각자 주어진 전선의 수비 위치를 향해 급히 이동하게 되었다.

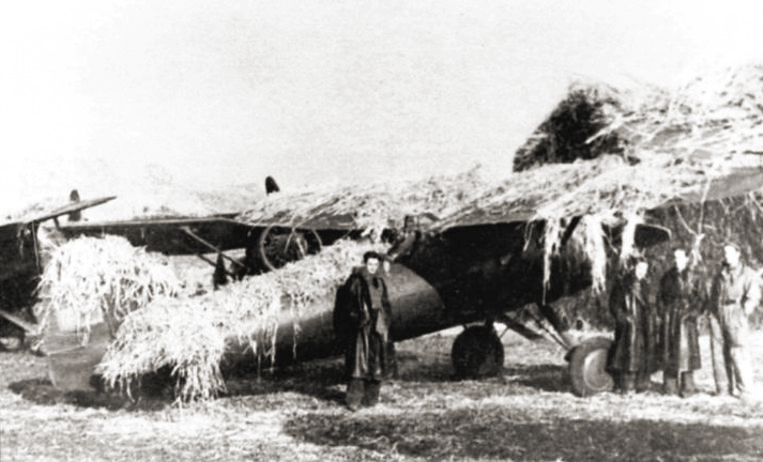
지푸리기로 덮여진 Pzl P.24

## 진행 과정

### 독일의 계획

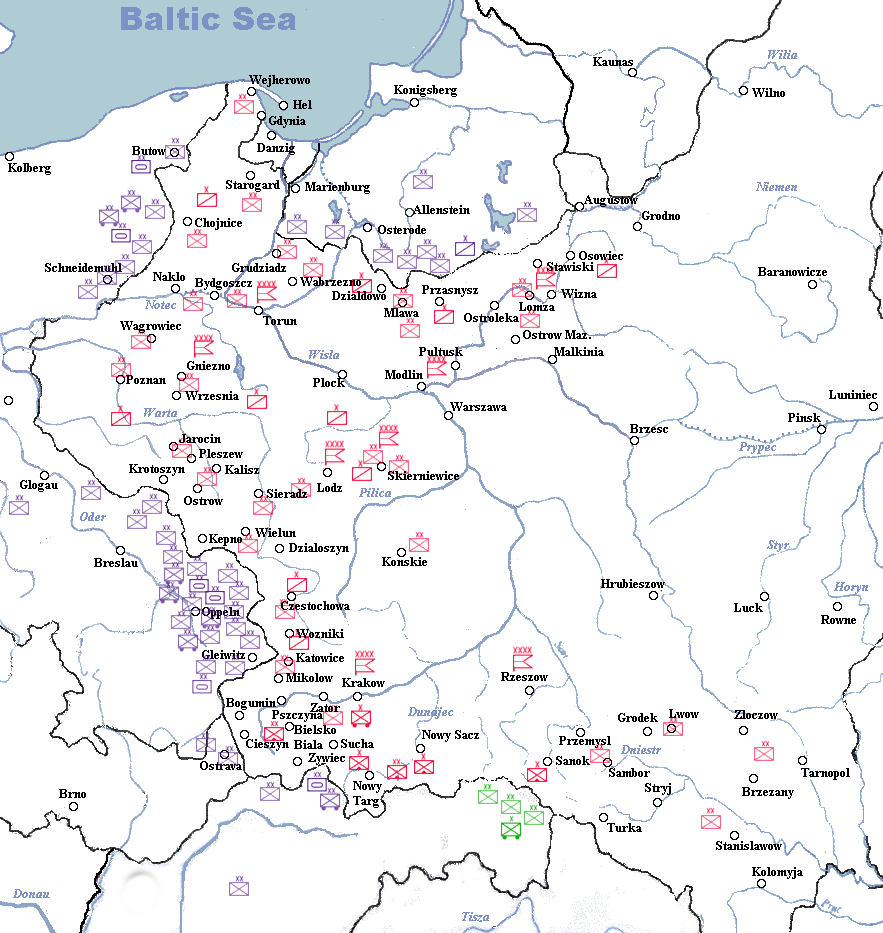
1939년 9월 1일 시점에서의 독일군과 폴란드군의 배치

침공 작전은 육군 참모총장 프란츠 할더가 기안하여 육군 총사령관 발터 폰 브라우히치가 지휘하였다. 군사 공격은 선전 포고에 앞서 개시되었고, 근대적인 항공 전력과 전차 부대를 사용한 전통적인 섬멸전 이론에 의거한 것이었다. 보병은 전부 자동차화되지는 않았으나, 자주포 부대와 병참 부대를 유지하고 전차 부대에게 지원받아 트럭에 탑승한 보병(장갑 척탄병의 전신)은 적전선에 집중한 침공 부대의 신속한 이동을 도와 고립된 적 부대를 포위 섬멸하는 것이었다. 이때까지만 해도 독일군 운송의 주력은 차량과 기병, 그리고 독일군 보병의 발이었다.
이에 대해 하인츠 구데리안 등이 전쟁 전에 주창한 전격전 이론은 기갑 부대가 적전선에 격렬한 공격으로 돌파구를 열고, 적의 후방 깊숙이 일거에 진격하는 것이었으나, 실제로 폴란드에서의 작전은 전격전이 아닌 전통적인 섬멸전 이론에 입각한 전투였다. 이것은 기갑 사단 및 기계화 부대의 역할을 전통적인 보병 부대의 지원에 한정시킨 육군 상층부 사이에 만연한 보수주의에 그 원인이 있었다.
폴란드는 평야가 많아, 총연장 5,600킬로미터의 국경선을 포함한 넓은 나라였기에 기동전 작전에 적합한 나라였다. 폴란드는 서쪽과 북쪽(동프로이센 측)에서 독일과 총연장 2,000킬로미터 길이의 국경을 접하고 있었다. 1938년 뮌헨 협정 후에는 독일과의 국경은 남부에까지 800킬로미터 연장되었다. 독일의 보헤미아 및 모라비아 점령과 독일 괴뢰국인 슬로바키아의 탄생은 폴란드의 남쪽 방향에서 독일에 의한 공격에 무방비하게 노출되었다는 의미이기도 하다.
독일의 전쟁 계획 입안자는 긴 국경선을 침공 작전의 섬멸전 이론의 기동 전술에 입각해 이 독일의 각 부대는 폴란드를 세 방향에서 침공하기로 하였다.
독일 본토에서 폴란드 서쪽 국경을 돌파하는 주력 공격이것을 게르트 폰 룬트슈테트 장군 지휘하의 남부 집단군이 독일령 슐레지엔과 모라비아 및 슬로바키아 국경에서 공격한다. 요한네스 블라스코비츠 장군의 제8군은 우치 시 방향으로 동진하고, 빌헬름 리스트 장군의 제14군은 크라쿠프 시 방향으로 전진해 폴란드의 카르파티아 산맥 측면을 우회하였고, 그리고 발터 폰 라이헤나우 장군의 10군은 남부집단군의 기갑 사단과 함께 중앙에 위치해 적에게 결정적 타격을 주기 위해 폴란드 중심부를 향해 전진한다.
동프로이센 제2 공격로페도르 폰 보크 장군이 북부 집단군을 지휘했다. 게오르크 폰 퀴힐러 장군의 제3군은 동프로이센에서 남진하고, 귄터 폰 클루게 장군의 제4군은 폴란드 회랑을 가로질러 동진한다.
제3의 공격로남부 집단군의 일부와 동맹국인 슬로바키아인 부대가 슬로바키아에서 공격한다. 폴란드 국내에서는 개전 전 제5열인 독일계 주민의 자위단(Selbstschutz) 각 부대가 양동 작전 및 파괴 활동을 벌여 폴란드로 침공하는 독일군을 지원했다.
모든 공격 부대는 바르샤바를 목표로 진군하고, 그 과정에서 폴란드군의 주력 부대는 비스와 강의 서쪽에서 포위 섬멸하기로 했다. “백색 작전”은 1939년 9월 1일 개시되어 제2차 세계 대전 최초의 군사 작전이 되었다.

### 폴란드의 계획
폴란드의 방어 계획은 암호명 서쪽(Zachód)으로 불리며, 폴란드-독일 국경에 직접 병력을 배치하는 내용을 담고 있다. 이것은 폴란드가 타국의 침공을 받을 시에 영국이 폴란드에 대한 군사적 원조를 해준다는 약속을 기초로 만들어진 계획이었다. 거기에 폴란드에게 가장 가치가 있던 천연자원 및 산업 그리고 인구가 많은 지역이 서부 국경 부근 실레지아 지방(현재의 슐레지엔)에 집중되어 있었기 때문에 폴란드의 정책은 이들 지역을 방어하는 것을 주목적으로 하였다. 특히 폴란드의 많은 정치가는 독일이 요구한 지방에서 폴란드군이 철수한 상황이 벌어지면, 영국 및 프랑스는 독일과 1938년 뮌헨 협정과 같이 새로운 평화 조약을 체결할지도 모른다는 의구심을 갖고 있었다. 그러한 나라들로부터 폴란드의 국경과 영토를 완전히 보증할 수는 없었다.
폴란드는 이것을 전제로 강폭이 넓어 자연적인 요충이 된 비스와강과 산강의 후방에 아군의 대부분을 배치하라는 프랑스의 조언을 무시했다. 폴란드 장군 중 몇 명은 프랑스의 조언을 매우 유효한 전략이라고 지지했으나 받아들여지지 않았다. 서방 계획은 폴란드 육군을 자국령 깊숙이 후퇴할 수 있는 여지를 주었으나, 철수는 강 부근에 있던 준비된 장소에서 후방으로 순차적으로 이동하지 않으면 안 되었다.
혹자는 이러한 면에서 폴란드 군을 비판하나, 사실 폴란드 군의 방어는 매우 현실적인 것이었다. 폴란드 비스와 강 서부의 포즈난 일대는 폴란드에서 가장 발달한 중공업 지대 중 하나였기에, 이 지역은 폴란드 군의 반격작전에 매우 필요했다. 그러므로 폴란드 군은 불가피하게 서쪽에 병력을 집중시킬 수 밖에 없었다. 게다가, 비스와 강의 후방에 폴란드 군의 대부분을 배치한다 하더라도, 소련군이 대병력을 동원하여 폴란드의 후방을 들이치면 이 계획도 실패하는 것은 마찬가지였다. 폴란드 군의 패배는, 어쩌면 필수불가결한 것이었을 지도 모른다.
폴란드군의 동원 완료까지 시간을 벌고, 연합국 측 동맹국들이 약속한 공세를 시작하면 아군도 대규모 반격 작전을 벌인다는 것이 골자였다. 폴란드군에게 가장 비관적인 경우인 퇴각 작전은 산강의 후방에서 자국령 동남부 지방으로 철수하여 시간을 끄는 기나긴 방어전을 포함한 것이었다. 영국과 프랑스는 양 국이 전쟁에 개입하려는 상황에서도 폴란드군은 약 2~3개월 동안 이곳 동남부 지역에서 방어전을 펼쳐야 한다고 생각했으나, 폴란드는 이 상황에서는 아군은 6개월 정도 기다려야 한다고 판단했다.
이런 폴란드의 계획은 동맹국이 폴란드와 맺은 상호 원조 조약을 준수하여 독일에 대해 공격을 가한다는 전제 하에서만 가능하였다. 그러나 실제로 독일의 폴란드 침공 작전이 이루어지던 시기 프랑스도 영국도 독일을 공격할 계획을 세우지 않았다. 양국의 계획은 앞선 1차 대전의 경험을 기초로 양국은 참호전을 펼치며 독일의 힘이 약해지길 기다리다가 그 결과로써 독일에게 평화 조약을 맺게 하여 폴란드의 독립을 회복시킨다는 기대를 가지고 있었다. 그러나 폴란드 정부는 이 계획에 대해서 알지 못했고, 폴란드의 모든 방어 계획은 연합국 측 동맹국들의 신속한 구원 행동에 기대하여 계획을 작성하였다.
결과적으로 국경을 넓게 방어하던 폴란드의 계획은 폴란드 패배의 원인이 되었다. 독일에 의한 폴란드 침공 시 폴란드군은 매우 넓은 국경선에 얇게 배치되어, 탄탄한 방어선과 유리한 방어 배치를 하지 않고, 보급선도 충분히 지키지 못해 여러 차례 기계화된 독일군에게 포위당하는 결과를 맞이했다.
폴란드군의 약 ⅓은 폴란드 회랑과 그 주변 폴란드 서북부에 중점 배치되었으나 그들은 동프로이센과 서쪽에서 적에 의해 고립되어 결국 협공을 받는 위험에 빠지게 되었다. 남부에서는 진격한 독일군의 주요 진격로에 대항해 폴란드군은 얇고 넓게 배치되었다. 동시에 폴란드군은 별도로 ⅓은 전선에서 떨어져 에드바르트 리츠시미그위 원수의 지휘 하에 집결하여 국토의 중서부, 우치 시와 바르샤바 시의 사이에 주둔했다. 전방에 집결한 폴란드 부대는 대부분이 적의 움직임에 뒤처져 전투의 기회를 놓치고 말았다. 독일과 달리 동원 도중에 장비도 갖추지 못한 폴란드 병사 다수가 도보로 이동할 수밖에 없었고, 후방의 방어선까지 이동하는 경우도 있어, 침략자의 기계화 부대가 국내에 배치되던 시기에 적절한 배치가 이루어지지 못했다.
폴란드군 사령부의 전략적 실수는 국경선을 방어한다는 정치적 결단 뿐만은 아니었다. 폴란드는 개전 전 국가적 선전으로 독일군의 어떠한 침략도 신속히 격퇴할 수 있다고 선언했었는데, 개전 후 독일군에 대한 패배는 다수의 시민에게 큰 충격을 주는 결과를 낳았다. 시민은 이런 뉴스에 대한 마음의 준비나 갑작스런 사태에 대한 훈련이 이루어지지 않았기 때문에 패닉에 빠져 동쪽으로 피난을 떠나기 시작해 혼란이 급속도로 퍼지면서, 병사의 사기도 떨어졌다. 피난 행렬은 폴란드 병력의 도로 이송도 정체시키게 되었으니 이 모두 폴란드군에게 크나큰 부메랑으로 돌아왔다.
통신 수단을 후방에서 활동하던 독일군의 기동 부대가 차단하여 피난하는 시민은 도로를 가득 메웠고, 가공의 승리와 기타 군사 행동을 전하는 라디오 및 신문에서 알려주는 불확실한 정보는 그것만으로도 시민들을 혼란에 빠뜨렸다. 그 때문에 어떤 폴란드 부대는 실제로 적에게 포위되었음에도 불구하고, 저항이 불가능하다는 사실을 믿지 않았고, 부대 전체가 반격 태세에 나서면, 아군이 승리를 거둔 지역에서 원군을 얻을 수 있다는 그릇된 판단을 했다.

### 제1단계: 독일의 침략

독일군의 기간별 진격도.

독일이 벌인 자작극 사건은 독일의 군사 행동이 자위권에 따른 행동이라는 국가 선전에 이용되었다. 1939년 8월 31일 당시 독일령으로 있던 글라이비츠(폴란드명 글리비체) 시 라디오 방송국에 알프레트 나우요크스 친위대 소령이 이끄는 특수 공작 부대가 침입해 독일령 실레지아 지방의 폴란드계 주민 궐기를 촉구하는 방송을 폴란드어로 했다. 이 자작극은 폴란드가 독일 영토에 있는 라디오 방송국을 습격한 사건으로 보이게 할 목적이었다.
독일 측은 이 위장 공작을 “통조림”(Konserve)이라는 암호로 불렀다. 그 때문에 이 위장 공작 사건은 ‘작전’이란 부정확한 이름으로 알려져 있다. 힘러 작전에서 실행한 독일이 위장 공작은 글라이비츠 사건과 폴란드 국경 부근 방화 사건, 거짓 국가선전 활동 사건 등 전부 21건에 이르렀다. 아돌프 히틀러는 제국 의회에서 한 선전 포고의 연설에서 이들 21건 사건에 관해 폴란드에 대한 자위권 행사는 제3제국의 정당한 권리라고 주장했다.
대규모 군사 행동은 선전 포고가 있은 뒤 1939년 9월 1일 오전 4시 40분에 개시되어, 독일 공군이 폴란드의 도시 비엘룬을 기습 공격하고, 폭격으로 도시의 75%를 파괴, 약 1,200명 시민을 살해했다. 5분 뒤 오전 4시 45분 구식 전함 슐레스비히-홀슈타인이 발트 해에 인접한 자유 도시 단치히 근교에 폴란드의 비지(飛地)라 불린 베스테르플라테 요새를 포격했다. 같은 날 독일 공군이 폴란드 각 도시 폭격과 더불어 독일 육군이 폴란드 국경 3방면에서 일제히 진격했다.

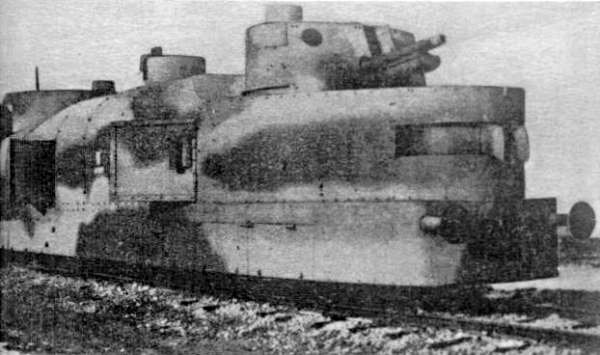
1939년 9월의 독일군과의 전투에 사용된 폴란드 육군의 장갑 열차 No.11 “다느타”호. 9월 1일의 모크라에서의 전투에 참가한 No.53 “시먀위”호와 같은 형.

오전 8시에는 그 몇 시간 전부터 이루어진 독일 공군의 급강하 폭격으로 지원받은 독일 육군 남부 집단군에 속한 2개 기갑 사단 및 1개 보병 사단이 폴란드령 실레지아의 도시 모크라 근교에서 지상 공격을 개시하였으나 폴란드군 1개 기병 여단(보빈 기병 여단), 1개 보병 사단의 몇몇 부대, 그로부터 몇 시간 뒤에 도착한 1대의 장갑 열차 No.53 시먀위에 의해 그 날 격퇴되었다. 독일군 주력은 폴란드 서부 국경에서 동쪽으로 향하는 공격로로 진격했다. 제2의 공격로는 북쪽의 동프로이센에서 진군하였고, 남쪽의 슬로바키아에서는 제3의 공격로로서 독일군과 슬로바키아인 부대 베르노라크군이 진군했다. 이들 모든 침공군은 폴란드의 수도 바르샤바를 최종 목표로 하고 있었다.

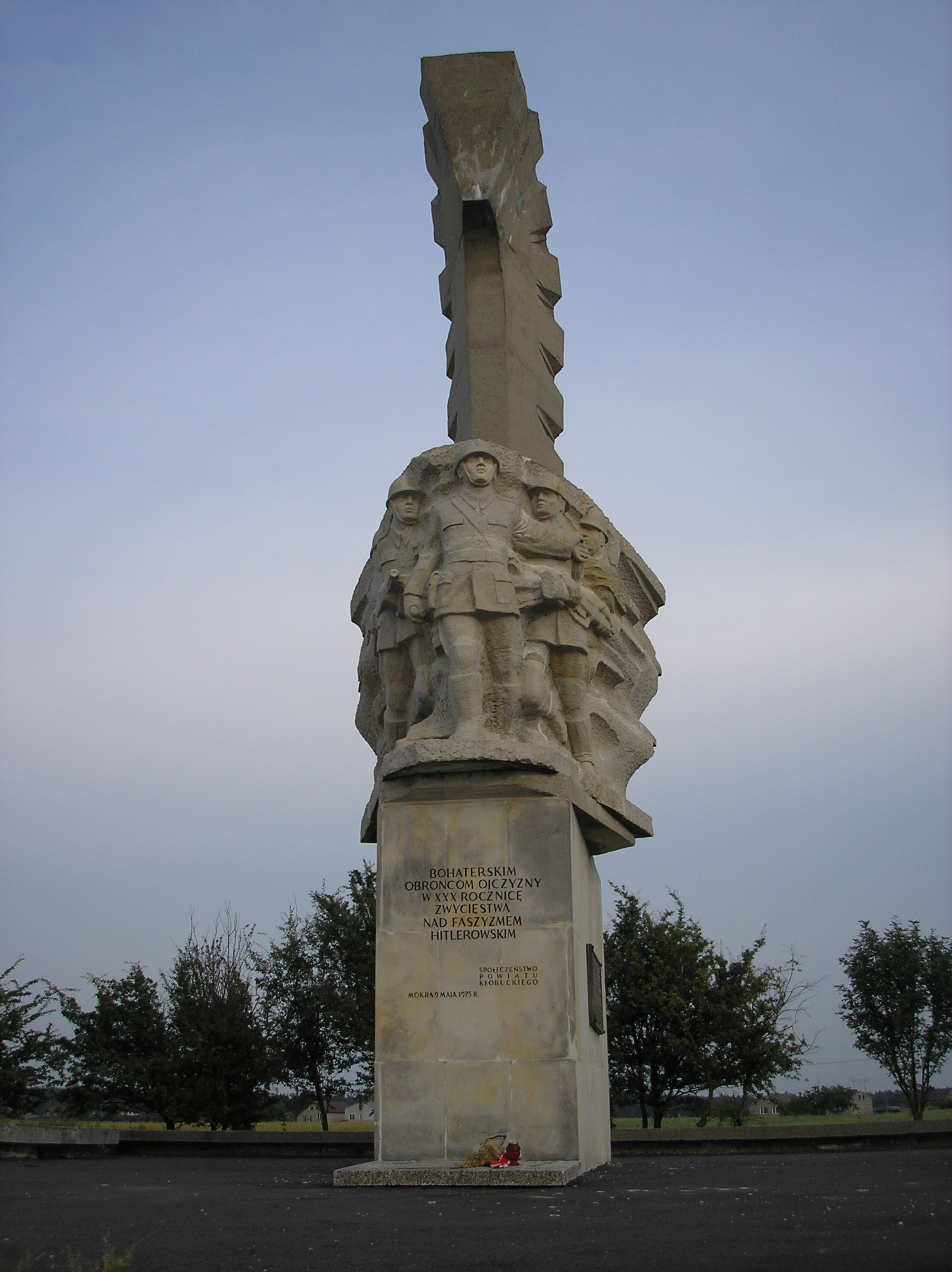
모크라 마을에 있는 보빈 기병 여단의 기동 현황. 보빈 기병 여단은 우치군에 속한다.

폴란드의 서방 동맹국 정부는 9월 3일 독일에 대해 선전 포고를 했다. 그러나 실제로는 폴란드에 대한 구체적인 원조를 하지 않았다. 독일군의 거의 모든 전력(특히 기갑 부대는 85%, 항공 부대는 60%가 집중되었다.)이 폴란드 공격에 나섰지만 프랑스는 독일을 공격하지 않았기에 독일과 프랑스의 국경은 조용하였다. 사람들은 이를 가리켜 가짜 전쟁(영어:phony war, 프랑스어:Drôle de Guerre, 폴란드어:Dziwna wojna, 독일어:Sitzkrieg)라고 불렀다. 만일 이 시기에 영국군과 프랑스 군이 곧바로 독일 서쪽을 공격했다면, 전쟁은 조기에 독일의 패배로 끝났을 수도 있다.
폴란드군은 국경 부근에서 몇 차례의 전투에서 승리를 거두었으나, 전체적인 상황에서는 독일군의 전략적, 전술적, 수적 우위를 이기지 못하여 국경 지대에서 바르샤바 및 리보프 방면으로 후퇴하게 되었다. 독일 공군은 작전 초기 단계에서 제공권을 확보했다. 북쪽에서 공격해 들어온 클뤼게 부대가 당시 국경선에서 10킬로미터 앞에 있던 비스와 강에 도착했고, 큐브라 부대가 나레프 강에 도착한 9월 3일까지 라이헤나우의 기갑 부대는 바르타 강을 넘었다. 2일 후에는 라이헤나우 부대의 좌익이 우치 시 후방으로 진격해 우익이 케르치 시에 도착했다.
그 중 한 부대는 9월 8일에 바르샤바 근교까지 육박했으나 이것은 최초 1주일간 224킬로미터를 진격했다고 할 수 있었다. 발터 폰 라이헤나우 우익의 경장 부대는 9월 9일까지 바르샤바 시와 상드메슈 시 사이에 있던 비스와 강 지역에 도달했다. 그 시기 남부의 리스트 부대는 프셰미실 시 근교의 산강 주변에 있었다. 그 사이 하인츠 구데리안은 제 3군의 전차를 이끌고 나레프 강을 도하해 바르샤바를 포위하기 위해서 부크강의 적전선을 공격했다. 독일군 전군은 예정대로 “백색 작전”을 실행했다. 폴란드 육군은 분단되어 서로 연락이 이루어지지 않아, 몇몇 부대는 퇴각해서 다른 부대는 이탈한 아군과 연대하지 못해 가까운 곳에 있던 독일군 부대에게 효율적인 공격을 감행하는 못했다.
폴란드군은 이 국경 전투라 불리는 일련의 전투 후, 최초 1주일간 포모제 지방, 비엘코폴스카 지방, 실롱스크 지방을 방치할 수밖에 없었다. 이로 인해 국경 지대를 넓게 방위하려던 폴란드의 당초 계획은 완전히 잘못되었음이 밝혀졌다. 일부 부대는 늦어졌지만, 전체적인 상황으로는 독일군의 진군은 거의 예정대로 이루어졌다. 새롭게 설정된 동쪽 방어선까지 후퇴한 폴란드 부대는 독일군의 진격 페이스에 맞출 수 없었다. 9월 10일 폴란드군 총사령관 리츠시미그위 원수는 전군에 대해 동남부에 있던 루마니아 교두보 지방으로 전면 철수를 명령했다.
한편 독일군은 비스와 강 서쪽의 폴란드군에 대해 포위망을 좁혀 동부로의 진격을 준비하고 있었다. 전쟁 최초 몇 시간에 맹렬한 폭격을 받은 바르샤바 시는 9월 9일에 독일 지상군 부대의 최초 공격을 받았고, 9월 13일에는 포위 공격을 받았다. 그 때쯤 독일군의 최전선 부대는 동폴란드의 중심 도시였던 르부프(리보프) 시까지 도달했다. 9월 24일에는 1,150대의 독일 비행기가 바르샤바 시가지를 공격했다.

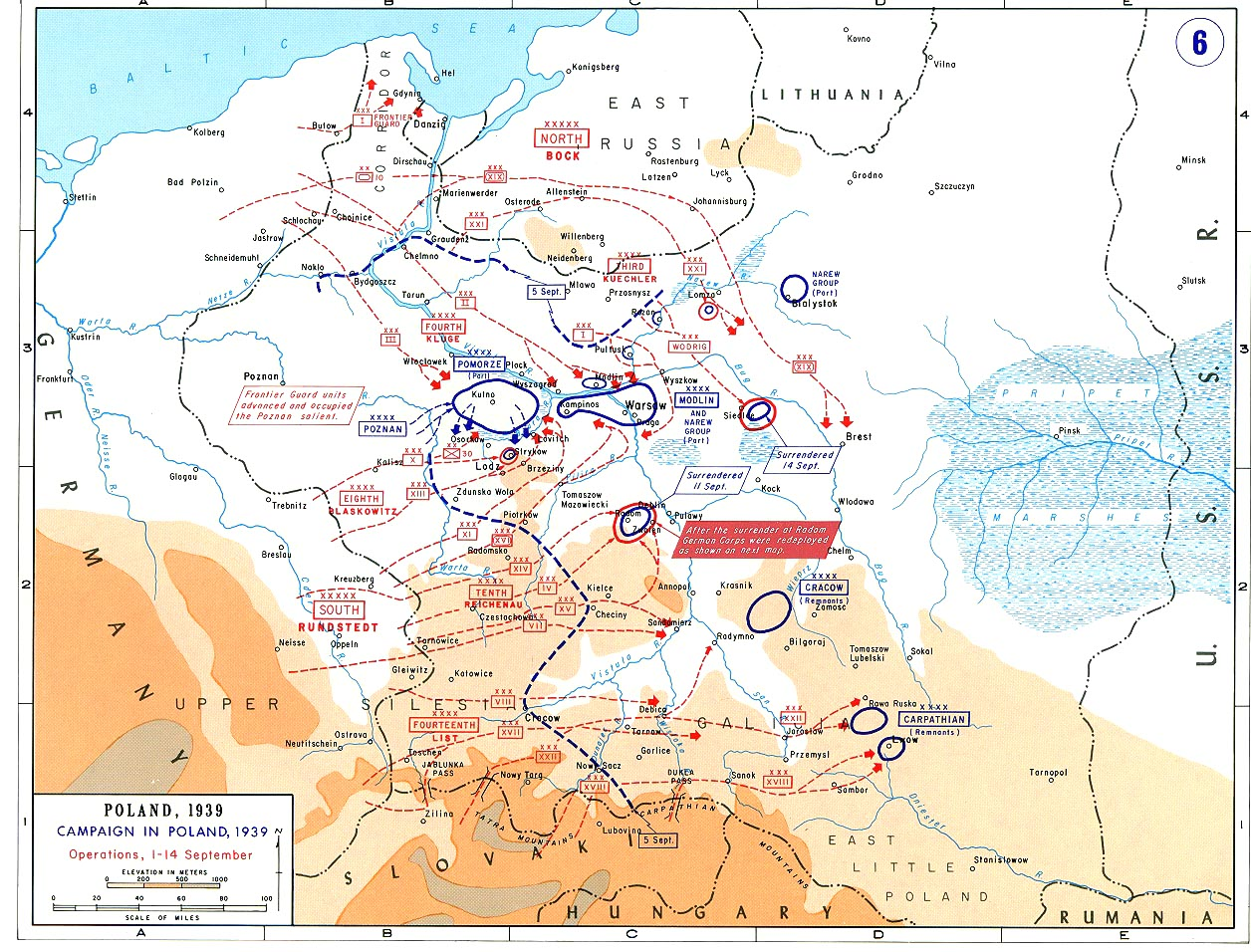
9월 1일부터 9월 14일까지의 전투 경과. 독일군이 섬멸전 이론(Vernichtungsgedanke)에 의거해 진격하고 있다.

폴란드 침공 9월 작전에 벌어진 최대의 전투인 브주라 전투는 바르샤바 서쪽에 있던 브주라 강 부근에서 9월 9일부터 9월 18일에 걸쳐 벌어졌다. 이 8일간의 격전에서 폴란드 회랑에서 후퇴한 포즈난 군단과 포모제(포메라니아) 군단이 진격하던 독일 제8군의 측면을 공격했다. 처음엔 폴란드 측이 우세했으나 물량에서 2배나 앞선 독일군이었기에 이 공격 작전은 결국 실패로 끝나게 되었다. 비록 독일군에게 심각한 손실을 입히기는 했지만, 이 패배로 인해 폴란드군의 주도권은 완전히 빼앗기게 되었고, 대규모 반격은 더 이상 불가능한 상황이 되었다.
이그나치 모시치츠키(Ignacy Mościcki)를 대통령으로 한 폴란드 정부와 에드바르트 리츠시미그위 원수의 폴란드군 최고 사령부는 9월 1일에 바르샤바를 버리고 동남부로 후퇴해 9월 6일 브제시치 시에 도착했다. 여기서 리츠시미그위 원수는 전군에 대해 비스와강과 산강을 넘어 동쪽으로 이동할 것을 명령하고 루마니아 교두보에서의 장기 방어전 준비에 들어갔다.

### 제2단계: 소련의 침공
9월 17일 시점에서 폴란드의 당초 계획했던 방어선은 이미 붕괴되었다. 폴란드의 유일한 희망은 국토의 동남부까지 후퇴하여 태세를 바로잡고 동맹국의 지원을 기다리는 것이었으나 그 희망은 돌연 물거품이 되고 말았다. 그것은 1939년 9월 17일, 소련 적군이 80만 명의 병력을 이끌고 벨라루스와 우크라이나에서 2부대로 나눠서 아직 전투 지역이 아니었던 폴란드 동부 국경 지대를 침공한 것이었다. 이 행동은 폴란드-소비에트 전쟁의 강화 조약으로서 1921년에 체결된 리가 조약, 1919년 국제 연맹 헌장(소련은 1934년에 국제 연맹에 가맹), 1928년 켈로그-브리앙 조약, 1933년 런던에서 체결된 침략 정의에 관한 조약 등 국제법 위반이었다.
소련은 “국가 붕괴가 임박한 폴란드에 있는 우크라이나계 주민과 벨라루스계 주민의 보호”를 대의명분으로 내세웠으나, 실제로는 몰로토프-리벤트로프가 맺은 독소 불가침 조약의 “비밀 의정서”에 기록된 독일과 소련이 유럽을 양분한다는 것에 합의한 사실을 기초로 한 공동 침략 행위였다.

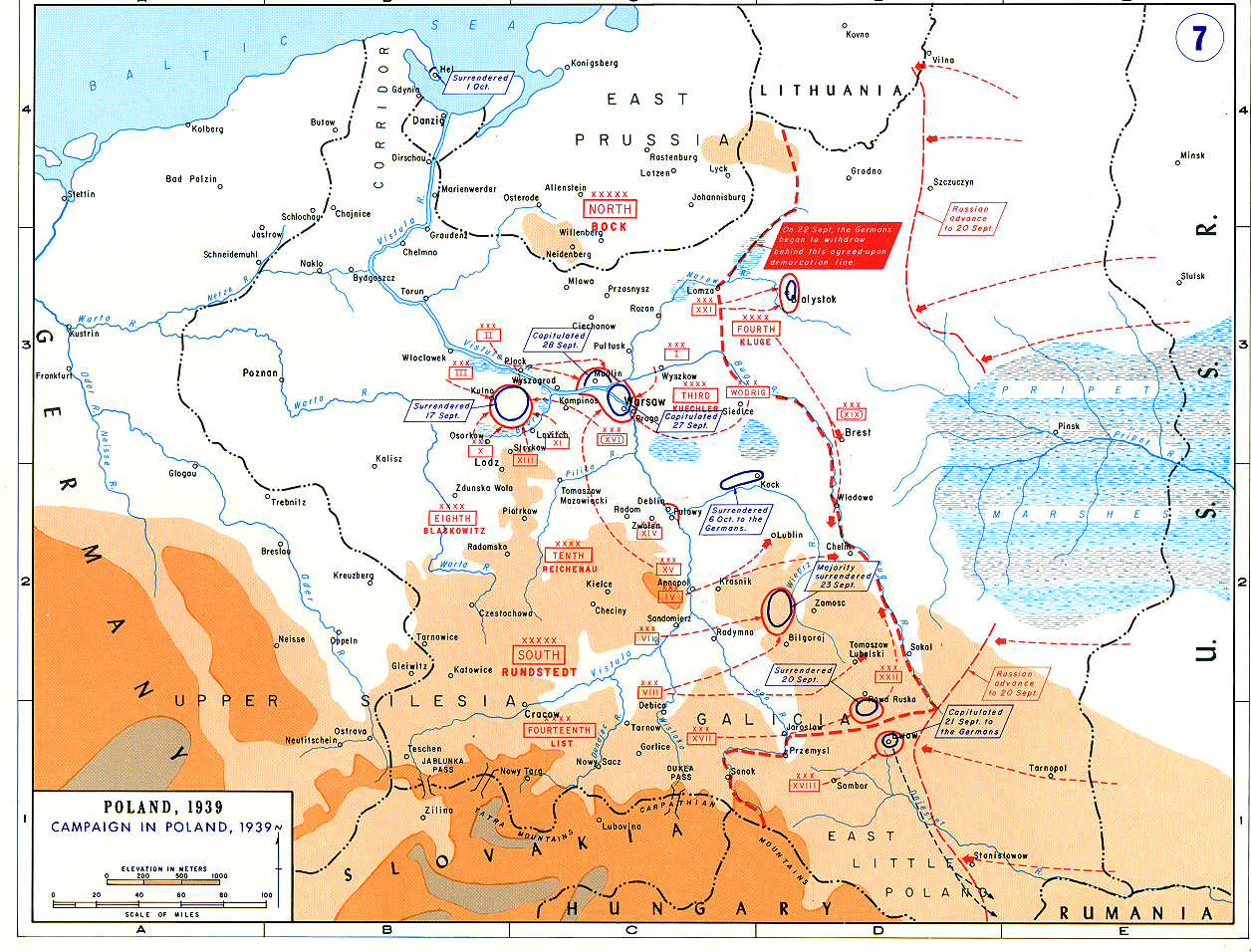
9월 14일부터의 전투 경과. 소련군은 9월 17일에 폴란드 침공을 개시했다.

약 25개 대대로 이루어진 폴란드 국경 방위대는 동부 국경 방위의 임무를 맡았으나, 소련의 대규모 침입을 막을 수 없었다. 리츠시미그위 원수는 국경 방위대에게 소련군과의 직접적인 교전을 피하고 퇴각하라고 명령했다. 그런데도 약간의 소규모 전투는 피할 수 없었다. 그로도노 전투에서는 병사뿐만 아니라 지역의 시민까지도 방어전에 참가했다. 소련군은 폴란드군 사령관 중 1명인 유제프 올쉬나 빌친스키 장군을 포함한 폴란드인 포로 및 민간인 다수를 살해했다. 우크라이나인도 폴란드인에 대한 폭동을 일으켰고, 공산주의 게릴라가 각지의 반란을 조직해 예를 들어 스키델 마을에서는 이곳의 게릴라가 폴란드인에 대해 강도 및 살인을 저질렀다.
소련군의 침공은 폴란드 정부에게 자국의 패전을 각오하게 한 결정적 요소였다. 17일 당시 95만의 폴란드 군 중 75만 명이 아직 남아 있었기에 폴란드는 아직 독일과 싸울 능력과 의지가 남아 있었다. 이 중 25-30만 명이 중앙에서 독일군에 공격받은 채 퇴각하거나 포위된 채 항전하고 있었고, 35만 명은 루마니아 교두보와 그 인근으로 퇴각하여 방어 태세를 갖추었다. 나머지 병력은 폴란드 북부 해안지대나 동쪽의 폴란드-소련 국경선에 넓게 포진해 있었다. 동쪽에서 소련군 침공에 앞서 폴란드군은 자신들의 서방 동맹국들이 서쪽에서 독일에 대한 공격을 기다리는 동안 동남부 지역의 루마니아 국경 부근에서 장기 방어전을 감행할 생각이었다. 하지만 나치 독일과 소비에트 연방이란 2개의 강적에 직면한 폴란드 정부는 폴란드 영토의 방어는 더 이상 불가능하다고 판단했다. 그러나 폴란드 정부는 독일에 대한 항복 및 독일과의 교섭을 거부하고 폴란드 전군에 대해 폴란드에서 탈출하여 프랑스에서 폴란드군 재편성을 명령했다.
그 사이에도 폴란드군 각 부대는 루마니아 교두보 지역으로 이동하여 독일의 침략에 대해 활발하게 저항을 시도했다. 9월 17일부터 9월 20일에 걸쳐 크라쿠프 군단과 루블린 군단은 독일군에 의한 폴란드 침공 9월 작전에 걸쳐 두 번째로 큰 전투였던 토마슈프-루벨스키 전투에서 패배를 당했다. 르부프 시는 일부 기괴한 이 전쟁을 예시로 한 일련의 사건 속에서 9월 22일 함락되었다. 1주일 전부터 독일군이 이 도시를 공격했으나 함락은 소련이 해냈다. 포위전의 마지막에 독일군이 동맹군인 소련군에게 이 도시를 양보하였다.
바르샤바는 독일군의 격렬한 공격에 대해 여러 곳에서 후퇴하여 재편성된 부대, 의용 시민, 민병대가 응전을 계속했으나, 기어코 9월 28일 함락되었다. 바르샤바 북부의 모들린 요새는 모들린 전투라 불리는 16일간의 격렬한 전투 후 9월 29일 항복했다. 각지의 폴란드 수비대의 일부는 독일군에게 포위되어 있으면서도 오랫동안 격렬한 전투를 계속했다.
단치히 자유시의 앞에 있던 폴란드의 비지였던 베스테르플라테 수비대는 9월 7일까지, 그디니아 시 교외의 도시 오쿠시베의 수비대는 9월 19일까지 버텼다. 폴란드군은 소련군에 대해 샤츠크 전투에서 승리했으나, 그 후 소련군은 이때 포로가 되었던 폴란드군 장교 및 부사관 전원을 살해했다. 소련군은 9월 28일까지 나레프강, 서부크강, 비스와강, 산강까지 도달했다. 많은 곳에서 서쪽에서 진격해 오던 독일군과 서로 만나게 되었다.
폴란드 최북부로서 발트 해에 인접했던 헬 반도의 수비대는 10월 2일까지 저항을 계속했다. 폴란드 육군 최후의 작전 부대였던 프란치셰크 클리베르크 장군의 독립 작전 부대 “폴레시에”는 루블린 시 교외에서 4일간에 걸쳐 벌어진 코츠크 전투를 마지막으로 10월 6일 투항했다. 나머지 폴란드 군은 영국과 프랑스로 망명하였다. 이로써 폴란드 침공 9월 작전은 종료되었다.
폴란드 침공 기간 동안 폴란드 군 63,000여 명이 전사하고 133,700여 명이 부상했다. 또한 660,000여 명이 독일-소련 침공군에 사로잡혔는데, 이 중 420,000여 명은 독일군에게, 240,000여 명은 소련군에게 사로잡혔다. 약 120,000여 명이 폴란드 군이 루마니아 교두보를 통해 루마니아로 탈출했으며, 20,000여 명의 폴란드 군이 북쪽의 리투아니아, 라트비아로 탈출했다. 독일군은 전사 17,016명, 실종 5,029명, 부상 36,995명의 피해를 입었다. 또한 전체 차량의 1/2를 손실했으며, 항공기의 피해도 상당했다. 소련도 3,000여 명 전사, 10,000여 명 부상의 피해를 입었으며, 페르디난트 차틀로시의 슬로바키아 군도 48명 전사, 114명 부상의 피해를 입었다.
독일군이 폴란드 침공에서 입은 피해는 결코 적은 것이 아니었으며, 선두 부대의 피해는 상당히 컸다. 또한 내부적으로는 탄약이 고갈 직전에 이르러(침공 종료 당시 탄약이 2주 분 밖에 남아있지 않았다.) 군대가 거의 붕괴 직전에 내몰려 있었으며, 공군 또한 탄약이 2주 분 밖에 남아 있지 않았다. 하지만 폴란드 침공에서 얻은 교훈을 대가로 독일군은 1940년 프랑스 침공에서 영국군과 프랑스 군에 완승을 거둘 수 있었다.

## 희생된 시민
폴란드 침공은 전투 중 혹은 전투 후에 살해된 시민이 많아 유럽에서 벌어진 가장 희생이 컸던 전면전 중 하나였다. 침공 직후부터 독일 공군은 민간인 및 피난민의 행렬을 공격 대상으로 삼아 처참한 피해를 주었고, 폴란드군 후방의 통신을 혼란에 빠뜨렸다. 이런 무차별 공격은 9월 1일 오전 4시부터 비엘룬 공습이 최초로 이 비엘룬 시에 대한 공격에서는 독일 공군에 의해 약 1,200명의 민간인이 희생되었다. 최종적으로 전투에서의 직접 희생자와는 별도로 국방군과 친위대는 수만 명의 폴란드인 포로와 민간인에 대한 대량 학살을 저질렀다.
또한 탄넨베르크 작전에서 국방군, 친위대, 자위단(독일계 폴란드인으로 구성되었고, 단원은 전쟁 전부터 편성되어 독일에서 게릴라전 훈련을 받았다.) 외 기타, 특별 행동 부대(Einsatzgruppen)란 특별 부대도 포함된 독일인으로 이루어진 무장 조직이 작전 개시 때인 1939년 8월부터 1939년 10월까지 약 760개소에서 약 20,000명의 폴란드인 민간인, 주로 지식층, 예술가, 사회적 지도층에 속한 사람들을 총살했다. 이중 2,000명은 독일 국적을 갖고 독일에서 거주하던 폴란드계 독일인으로써 그들은 개전 전인 1939년 8월 중에 살해되었다.
탄넨베르크 작전은 1939년 5월부터 계획되어 폴란드에 거주하던 독일계 폴란드인(주로 자위단원)도 이 계획에 협력하여 총수(總數) 61,000명에 이르는 “폴란드인 징집자 목록”(Sonderfahndungsbuch Polen)이 작성되어 살해는 이 목록을 기초로 실행되었다. 유럽에서 벌어진 제2차 세계 대전의 모든 기간을 통해 독일 점령하의 폴란드에서는 헤이그 육전 조약 및 제네바 조약이란 전시 국제법에 명확히 위반하는 수차례 전쟁 범죄를 벌였고, 탄넨베르크 작전은 그 최초의 사례 중 하나였다.
또한 1939년 9월 3일 비드고슈치(Bydgoszcz, 독일명 : 브롬베르크) 시내를 통과하여 퇴각하던 폴란드군 부대의 병사 및 가까운 곳에 있던 폴란드인 주민에 대해 독일의 제5열 구성원이라 생각되는 반란분자가 건물 옥상 및 교회의 탑에서 총격을 가했다. 개전 전의 폴란드에서는 독일계 폴란드인 민간인이 소총 등의 화기를 소지하는 것을 엄중히 금지했으나, 독일계 주민은 독일 본토로부터 잠입한 자들로부터 대량의 총포를 밀수하여 비밀리에 소유하고 있었다.
이 총격에 대응해 폴란드 측의 병사 및 민간인은 반(反)폴란드 파괴 활동에 참가한 의혹이 있는 독일계 폴란드 주민의 집들을 수색하고, 그 처벌로 사형을 가했다. 희생자 중에는 여성 및 미성년자도 포함되었다고 한다. 이 시기 비드고슈치 시내에서 살해된 독일계 폴란드인 주민의 수는 223명에서 358명 정도라고 추정되었고, 교외의 마을에서도 그와 비슷한 다수의 독일계 주민이 살해당했으나, 당일 비드고슈치와 그 주변에 독일 공군에 의한 격렬한 무차별 공격이 이루어지기도 했기에 이 사건으로 인한 정확한 희생자의 수는 지금까지 확인할 수 없다.
이날 폴란드 측의 대응에 의한 직접적인 희생자는 현재까지도 논의의 대상이 되었다. 이 사건에 대해서 독일 측은 희생자의 수를 곧 5,000명이라고 발표하나, 이것은 너무나 과장된 수였으며, 그 후에도 국내외적으로 반폴란드 프로파간다 정책 추진 때문에 그 수를 계속 늘려 58,000명에서 최종적으로 60,000명 이상이라고 선전했다. 독일은 이것을 공식적으로 브롬베르크 피의 일요일 사건이라고 명명했다.
그로부터 1주일 후 9월 9일부터 9월 10일에 걸쳐, 실제로는 지난주의 사건보다 더 대규모로 일어난 또 한 번의 브롬베르크 피의 일요일 사건이 비드고슈치 시에서 벌어졌다. 이틀동안 시내에 들어온 독일군은 9월 3일 사건의 복수를 외치며, 시내 및 주변 각지의 마을에서 약 3천 명의 폴란드인을 무작위로 선택해 광장에서 총살하는 등 수차례의 무차별 살인을 저질렀다. 당시 시내에 있던 영국인의 목격담에 따르면, 처음 살해된 이들은 12살부터 16살까지의 보이스카우트 단원 아이들로서 그들은 시내의 광장에서 끌려와 총살되었다. 독일은 이곳에서 연말까지 13,000명의 폴란드인을 폴란드 북부에 건설되어 훗날 절멸 수용소 중에 하나로 알려진 슈투토프 강제 수용소로 보냈다.
독일군의 폴란드 침공 기간에 일어난 민간인 총 희생자의 수는 폴란드인 약 20만 명이고, 독일인(주로 독일계 폴란드인) 약 3,200여 명으로 추정되었다. 3,200여 명 중 2,000여 명은 독일 제 5열 구성원이었고, 1,200여 명은 독일 민간인이었다.

## 그 후
폴란드 침공 작전 직후, 폴란드는 나치 독일, 소비에트 연방, 리투아니아, 슬로바키아의 4개국에게 분할 점령되었다. 독일은 점령한 폴란드령의 일부를 독일 본토에 병합하고, 남은 점령 지역을 모아 폴란드 총독부령으로서 지배했다.
이로써 폴란드는 완전히 독일과 소련에게 분할되어 독일군과 소련군은 폴란드의 땅에서 서로를 맞이했다. 9월 28일 전날 체결된 몰로토프-리벤트로프 협정의 비밀 의정서를 수정한 새로운 비밀 의정서가 독일과 소련 사이에서 교환되었다. 의정서에는 리투아니아령 전역을 독일이 아닌 소련이 지배하는 것과 폴란드를 분할한 경계선이 독일을 위해 동쪽의 부크강까지 이동되는 것으로 결정한다는 사항이 들어 있었다. 브레스트-리토프스크(폴란드명 브제시치) 시에서는 독일군과 새로이 수정된 국경선인 서쪽으로 철수하려는 소련군 사이에서 승리를 자축하는 퍼레이드를 벌였다. 한편 폴란드 정부와 군은 항복을 거부하고 영국과 프랑스로 퇴각, 독일군에 끝까지 맞서 싸웠다.

## 제2차 세계대전 발발의 전초이자 시작
폴란드 침공은 단순히 나치 독일이 폴란드 한 나라만을 침공한 것에 그치지 않았다. 폴란드를 침공한 나치 독일은 이듬해인 1940년에 덴마크를 침공하였고 그리고 노르웨이를 거쳐서 네덜란드, 벨기에, 룩셈부르크를 침공하고 드디어 같은 해에 프랑스를 침공하게 되었으며 여기에 그치지 않고 유고슬라비아와 그리스까지 침공하고 결국에는 독소 불가침조약을 파기하며 소련을 침공하게 되었다. 폴란드 침공은 사실상 제2차 세계대전의 프롤로그라 할 수 있었으며 1945년 나치 독일이 패망할 때까지 모든 유럽의 국가들은 전쟁과 고통의 시기에 시달려야 했다.
폴란드 역시 1939년부터 1945년까지 나치 독일의 점령하에 감시와 징집 등을 당하여 숱한 시련을 겪어야했고 폴란드 역사에서 가장 씻을 수 없는 가슴아픈 역사로 남게 되었다. 폴란드 침공이 제2차 세계대전의 사실상 전초로 여기고 있기 때문에 제2차 세계대전의 본질적인 발발이 시작되었다고 할 수 있다.

## 조작된 이야기
폴란드 침공에 관련하여 현재까지도 일반에게 잘못 유포되어 오해를 사고 있는 이야기가 있다.
- 폴란드군은 대단히 구식이어서 독일군의 전차에 대해 기병으로 돌격을 감행했다. : 폴란드는 11개의 기병 여단을 보유하고 있었고, 기병대는 엘리트라고 취급하였으나, 당시 독일군 및 소련군 등 그밖에 다른 군대에서도 기병 부대가 편성되어 군마는 어느 나라에서도 광범위하게 사용되었다.

폴란드 기병대(Kawaleria)에게는 대표적인 창기병 연대 등의 명칭이 있었으나, 실제 이 부대에서는 75mm 야전포, 경전차, 정찰용 전차, 37mm 대전차포, 40mm 대공포 등 근대적이며 실천적인 병기를 장비하고 있어, 독일군의 전차, 참호 보병, 포병 등에 대해서 기마로 육박해 가는 “기병 돌격”을 가한 적이 한 번도 없었다. 폴란드 기병대의 기병대는 통상 용기병(Dragoon)이란 기동 보병 부대 또는 정찰 부대로서 활약하여 돌격 공격은 지상의 보병에 대해서 드물게 벌어졌다.
예를 들어 9월 9일 북부의 2개의 도시 리프노와 파스투프 사이에서 도로 주변의 마을들을 방화하면서 이동하던 독일군 보병 대대 대열 측면의 언덕 위에 도착한 수바우키 기병 여단에 소속된 제1창기병 연대와 제3경기병 연대가 아군의 기총 사격에 따른 지원을 받으며 돌격을 감행해, 순식간에 육박해 사브르(sabre)와 랜스(lance)로 전투를 벌여, 혼전 속에서 총검으로 응전하던 적을 대혼란에 빠뜨려, 독일군 보병 대대를 항복시켰다. 도망친 독일군 병사는 같은 기병 여단에 속한 제2창기병 연대가 추격했다. 이 전투에서 폴란드군은 3명의 희생자가 생겼으나, 예부터 풍문으로 듣던 “폴란드 기병의 돌격”을 실제로 목격하여 공포 때문에 거의 발광하던 독일군 병사 200명을 포로로 잡았다. 독일군 병사에게는 약간의 희생자가 생겼다.
“폴란드 기병이 독일군 전차에 돌격을 감행했다.”라는 만들어진 이야기는 크로얀티 전투에서의 한 가지 일화를 가지고 널리 퍼뜨리게 되었다. 개전 직후인 1939년 9월 1일 포메라니아 지방의 크로얀티 도시 근교의 숲 부근에 있던 하인츠 구데리안 장군 휘하의 제14 기갑 군단의 좌익(북측)에 전개한 마우리츠 폰 빅토리안 중장이 이끄는 제20 자동차화 사단의 제76 보병 연대에 대해 카지미에시 마스테라시 대령이 이끄는 제18 경기병 부대가 “기병 돌격”을 감행해 이 숲을 확보했다. 그때까지 독일의 대군에 포위되었던 폴란드 제1 소총 대대와 체르스크 국가 방어 대대는 이 전투 동안에 포위망을 돌파해 퇴각하려던 시기 폴란드 측의 당면 목적은 달성되었다.
구데리안의 회상에 따르면 이 시기 폴란드 기병의 “돌격”에서 독일군 병사는 공포가 극에 달해 패닉에 빠져 원군이 개입할 때까지 제20 자동차화 사단은 더 이상 진격을 거부했고, 재편성으로 몇 시간을 허비하여 전술적인 일시 퇴각까지 검토할 정도였다. 구데리안은 기갑 병력 수송차로 원군을 보내 기관총 공격을 감행했으나, 이에 대해 마스테라시 대령의 기병은 이 숲에서 즉시 탈출했다. 그날 현지에서 이루어진 일련의 전투에 참가한 800명의 폴란드 기병 중 29명이 희생되었고, 퇴각 시에 몇 구의 시체가 현장에 남겨졌다.
다음날 독일의 몇 명의 종군 기자와 이탈리아 출신 2명의 저널리스트가 현지를 방문하여 폴란드인 시체와 죽은 말 그리고 실제로는 일련의 전투가 끝난 후에 도착한 독일군 전차를 보게 되었다. 여기서 이탈리아인 저널리스트 1명이 기사를 쓰고, 사브르와 랜스로 이 독일군 전차에 돌격한 폴란드 기병의 용감한 영웅적 행위에 대해서 기술했다. 물론 실제로는 이런 전차에 대한 돌격은 발생하지 않았고, 전투에 전차는 참가하지 않았음이 확실하나 이 만들어진 이야기는 독일의 대폴란드 선전에 이용되어 “근대적인 전차에 군마로 돌격한 폴란드인의 우매한 모습의 전형”으로서 전쟁 기간 동안 빈번하게 선전되었다. 전 후에 이 만들어진 이야기는 또 한 번 소련에 이용되어, 우둔한 폴란드군 상층부는 전쟁 준비를 하지 않고, 전차에 대한 돌격이란 무모한 행위를 감행해 병사의 생명을 헌신짝처럼 버렸다고 선전하게 만들었다.
- 폴란드 공군은 비행하지도 못하고 개전 당일 지상에서 파괴되었다. : 폴란드 공군(Wojska Lotnicze i Obrony Powietrznej, 통칭 Siły Powietrzne)은 수에서 밀리고 또한 최신형의 전투기가 배치되지 않았지만, 전투기 부대는 개전 직전에 공군 기지에서 각지에 위장된 소규모 “이착륙장”으로 이동해 지상에서 파괴되는 일은 없었다. 다만 몇 기의 연습기 및 예비기만이 지상에서 파괴되었다. 폴란드 공군은 9월 1일 개전부터 2주간은 활발하게 작전을 수행했다. 폴란드 측의 조종사는 독일의 조종사에 비교해도 뒤지지 않는 훈련을 받았기에 뒤처지는 장비를 갖고 독일 공군기 285기를 파괴하고 279기에게 손상을 입히는 무시할 수 없는 전과를 올렸다. 침공 기간 동안 폴란드 공군은 333기의 항공기를 손실했다.

많은 숙련된 폴란드인 조종사는 나중에 폴란드를 탈출해 최종적으로 영국에 도달해 영국 공군에 참가하여 영국 본토 항공전 등에서 활약했다. 영국 공군 제303 코시치우슈코(Kosciusko) 전투기 중대는 본토 항공전 개시 2개월 후에 폴란드인과 2명의 망명 체코인의 조종사로 편성되어 본토 항공전 기간, 영국 공군의 모든 전투기 부대 중에서도 가장 많은 126대의 적기 격추 기록을 세우는 용맹을 떨쳤다. 훗날에 출판된 《303 비행중대》란 책은 영국 국내에서 베스트셀러가 되었고, 독일 점령 하의 폴란드에서도 지하 조직이 이 책의 해적판을 수많이 출판하여, 많은 젊은이가 읽었다. 제303 코시치우슈코 전투기 중대의 최초 성공에 따라 많은 폴란드인 비행 중대가 영국 공군 내에서 편성되었다. 최종적으로 9개의 전투기 부대를 포함한 합계 14개의 폴란드인(혹은 주체가 된) 비행 중대가 편성되었다.
- 폴란드는 독일군 침공 앞에 거의 저항하지 못하고, 곧 항복했다. : 폴란드 침공 작전의 기간은 1940년 프랑스 침공 작전의 기간에 비해 1주일이 짧았다. 그래도 프랑스 침공 작전에서는 영국과 프랑스 동맹군은 수나 장비 면에서 독일군과 거의 막상막하였다고 생각된다. 또한 폴란드가 독일에 항복했다는 것도 사실은 아니다. 폴란드 정부는 루마니아를 경유, 프랑스, 뒤이어 영국으로 이동하면서 독일군에 끊임없이 항전했다. 프랑스로 탈출한 폴란드 병력은 80,000여 명에 달했고, 이들 중 프랑스 침공에서 살아남은 병력은 다시 영국으로 넘어가서 독일군에 맞서 싸웠다. 총 합계 250,000여 명의 폴란드 군이 서쪽에서 연합군에 복무했다. 이외에도 소련으로 많은 폴란드 인들이 넘어가서 친소련계 폴란드 군을 구성, 독일 군에 저항했다. 국내에서는 수십만 명의 레지스탕스들이 양성되어 후방에서 독일군을 끈질기게 괴롭혔으며, 1944년 바르샤바 봉기도 일으켰다.
- 독일군은 획기적인 전투 개념을 구축하고, 신기술을 대담하게 사용했다. : 폴란드 침공에서 전격전을 적용했다는 것은 대단히 큰 오해이다. 미국의 저널리스트인 매튜 쿠퍼(Matthew Cooper)의 저서인 《1939–1945 독일군: 정치적 군사적 실패》(The German Army 1939–1945: Its Political and Military Failure)에서 “폴란드 침공을 통해 독일의 기계화 부대의 활동이 밝혀진 것은 기계화 부대는 단지 단순하게 자신들의 진군을 감속시켜 보병의 활동을 지원해 주는 것만을 말하는 것이다. (중략) 하지만, 장갑 차량에 관련한 사상의 전략적인 개척은 사산(死産)이란 결과로 끝났다. 이것은 작전 사령부의 정체와 의기의 저하는 … 독일 육군 및 공군의 궁극적인 목표뿐만 아니라, 전통적인 포위 작전과 하늘에서의 공격에 의한 지원의 성공과 우연한 부산물에 지나지 않는다. 당연히 포위도 공습도 모두 적군을 물리적으로 파괴한다는 목적이 있었다. 이것은 폴란드 침공에서 일어난 섬멸전 이론이라 할 수 있다.” 섬멸전 이론은 18세기 프리드리히 대왕의 시대부터 이어진 오래된 전통적인 전략으로, 19세기 전반에 클라우제비츠가 체계화하였으나, 1870년의 보불 전쟁 및 1914년의 프랑스 침공에서 거의 수정되지 않고, 폴란드 침공에 적용되었다.

## 같이 보기
- 소비에트 연방의 폴란드 침공
- 동부 전선 (제2차 세계 대전)
- 제2차 세계 대전 기간 폴란드의 저항 운동
- 폴란드의 역사 (1939년–1945년)
- 제2차 세계 대전의 말
- 제2차 세계 대전 중 폴란드군의 사단 목록 (List of Polish divisions in World War II)
- 독일의 폴란드 점령기
- 폴란드 점령 (1939년–1945년)
- 오데르-나이세선
- 가짜 전쟁
- 1939년 폴란드군의 기갑 여단 전투 서열 (Polish cavalry brigade order of battle in 1939)
- 제2차 세계 대전 중 폴란드의 기여 (Polish contribution to World War II)
- 바르샤바 공방전 (1939년)
- 폴란드 침공 연대기
- 독일 국방군의 전쟁 범죄
- 서구의 배신

## 참조
1. ↑  위의 수치들은 단지 병력들의 대략적으로 설명한 것으로 각 출처의 수치는 모순되어 있다. 가장 일반적인 범위와 그 오차는 다음과 같다. 독일측 1,490,900명 (폴란드 외교부의 공식 주장) – 1,800,000명. 폴란드 전차: 2,480대, 현대 전차 2,480대.[5][6]
2. ↑  독일 사상자의 차이는 전쟁 이후에도 여전히 실종으로 남은 군인들을 사상자로 포함시키는 일부 통계로 발생한다. 오늘날 가장 일반적인 사상자 수치 및 오차는 다음과 같다. 8,082명 - 16,343명 전투 중 사망, 320명 - 5,029명 전투 중 실종, 27,280명 - 34,136명 전투 중 부상.[7] 비교를 위해, 1939년 폴란드 전역 중 히틀러가 연설에서 독일 사상자 수치를 다음과 같이 언급했다. 10,576명 전투 중 사망, 30,222명 전투 중 부상, 3,400명 전투 중 실종.[8] 폴란드 망명 정부를 포함한 연합군의 추정 수치에 의하면 독일군 90,000명 전투 중 사망, 200,000명 전투 중 부상[8][9]으로 주장한다.

장비 손실로는 전차 832대[10] 중 236대[10]에서 341대가 복구 불가능한 손상을 입었으며, 319대의 기타 장갑 차량이 파손되었다. (장갑 정찰자 165대 중 101대 파손 포함)[10] 522기–561기의 독일 비행기 (246기–285기 파괴 및 276기 손상)이 피해를 입었고, 독일 기뢰 부설함 1척(M-85) 및 독일 어뢰정 "타이거"가 손상을 입었다.
3. ↑  그레고리 크리보셰프(Grigoriy Krivosheyev)가 발표한 소비에트 연방의 공식 주장에 따르면 1,475명이 전투 중 사망 또는 실종 (우크라이나 전선군 972명, 벨라루스 전선군 503명), 2,383명 전투 중 부상 (우크라이나 전선군 1,741명, 벨라루스 전선군 642명)이다. 소비에트 연방은 전투 중 전차 43대가 파괴되었고 백여 대 이상이 기술적 문제를 겪는 등 약 150대가 파손되었다.[3] 그러나, 러시아 역사학자 이고르 브루니치(Igor Bunich)에 따르면 소비에트 연방은 5,327명이 전투 중 사망 또는 실종, 또는 부상으로 주장하고 있다.[13]
4. ↑  위의 인용된 수치는 대략적인 값으로서 실제 각 출처의 수치는 서로 모순된다. 일반적인 사상자 수치와 그 오차는 다음과 같다. 폴란드: 63,000명 - 66,300명 전투 중 사망, 134,000명 전투 중 부상.[7] 전쟁 중 420,000명이 독일군의 포로, 250,000이 소련군의 포로로 총 폴란드군의 포로는 660,000명–690,000명이다. 장비 손실에서는 폴란드 해군이 구축함 1척(ORP 위처)와 기뢰 부설함 1척(ORP 그라프) 및 보급선 여러 척이 파괴되었다. 폴란드 전차 및 장갑차 132대가 파괴되었고, 폴란드 비행기 327기(전투기 118기)가 파괴되었다.[10]

## 추가 자료
- Böhler, Jochen (2006). 《Auftakt zum Vernichtungskrieg; Die Wehrmacht in Polen 1939 (Preface to the War of Annihilation: Wehrmacht in Poland)》 (독일어). Frankfurt: Fischer Taschenbuch Verlag. ISBN 3-596-16307-2.
- Gross, Jan T. (2002). 《Revolution from Abroad: The Soviet Conquest of Poland's Western Ukraine and Western Belorussia》. Princeton: Princeton University Press. ISBN 0-691-09603-1.